# Anthony Blunt
Anthony Blunt (født 26. september 1907 i Bournemouth, Dorset, død 26. marts 1983 i London) var en britisk kunsthistoriker og spion.
Han, Guy Burgess, Kim Philby og Donald Maclean tilhørte spionkvartetten the Cambridge Five. Mens han arbejdede som lektor ved universitetet i Cambridge, rekrutteredes han af Sovjetunionen og KGB. Som ansat ved Storbritanniens efterretningstjenste 1940-1945 udleverede han information til russerne. I 1951 hjalp han dobbeltagenterne Guy Burgess och Donald Maclean med at flygte til Sovjetunionen. 
Blunt skrev vigtige værker om fransk og italiensk kunst.
Han blev afsløret i 1964 og erkendte sin dobbeltrolle, men beholdt sin immunitet. Han fik dog frataget sin adelige titel i 1979, da sagen blev alment kendt. 
Blunt var chef for Courtauld Institute of Art fra 1947 til 1974 og var Surveyor of the Queen's Pictures (inspektør af Dronningens malerier)  1945-1972.